# Augsburger Quadrant

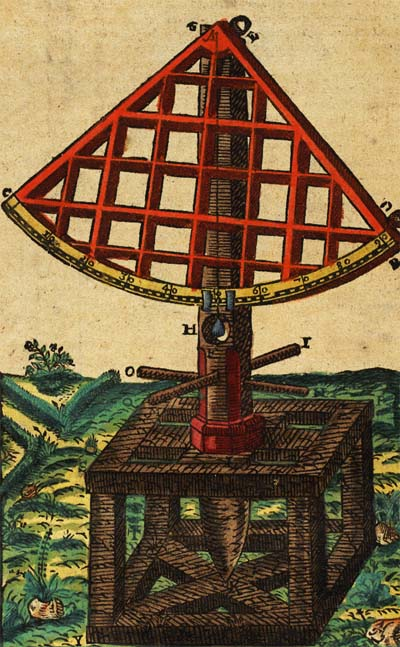
Der Augsburger Quadrant nach einer Zeichnung von Tycho Brahe

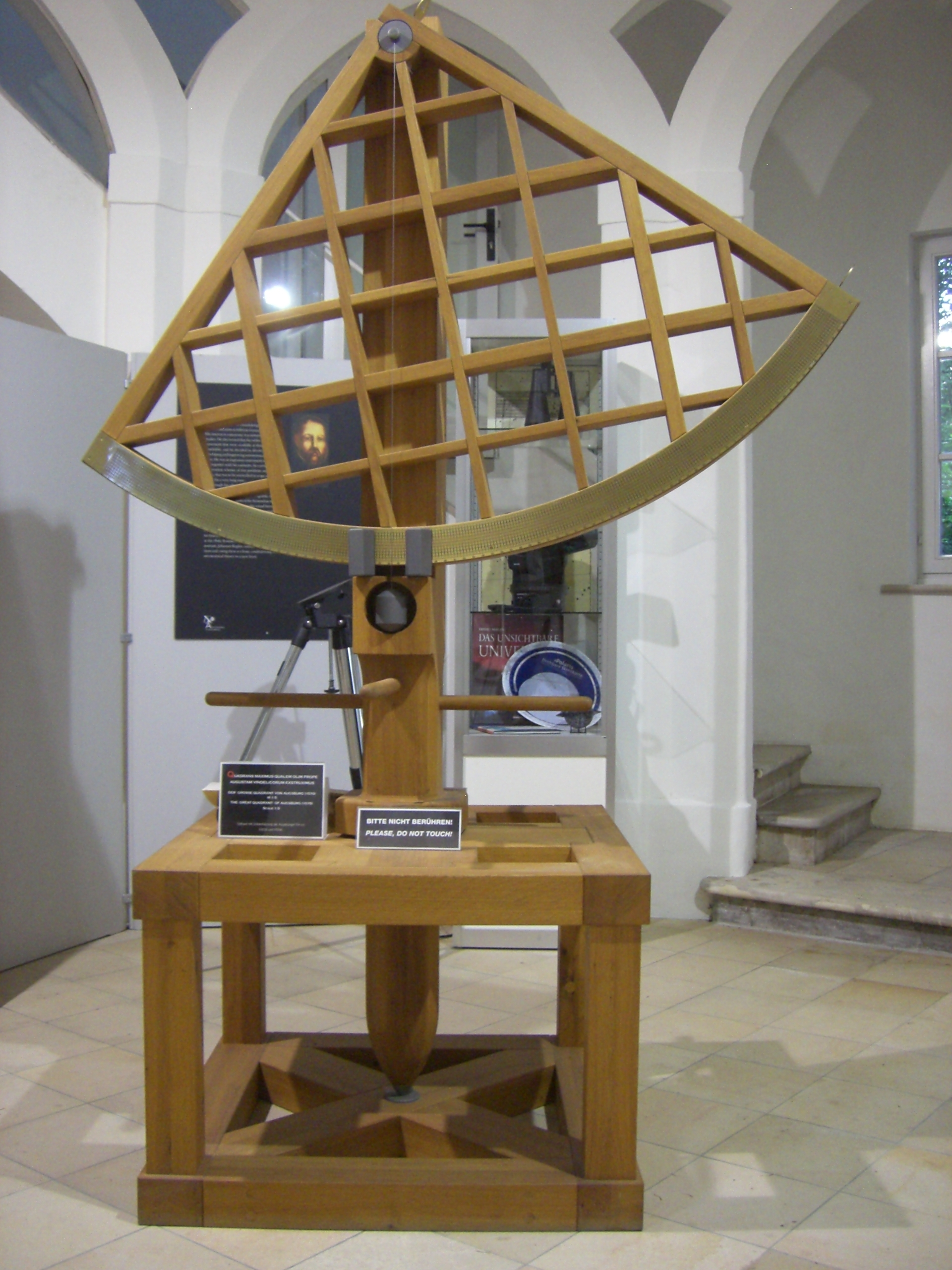
Verkleinerter Nachbau des Augsburger Quadranten

Der Augsburger Quadrant war das erste Präzisionsgroßinstrument der neueren Astronomie-Geschichte. 
Paul Hainzel, ein Patrizier, Bürgermeister und begeisterter Astronom aus Augsburg, hatte ihn Anfang 1570 mit Hilfe des Astronomen Tycho Brahe (1546–1601) errichten lassen.
Der Augsburger Quadrant wurde aus massivem Eichenholz hergestellt und nach den Bauplänen von Tycho Brahe zusammengefügt. Der Quadrant stand im Garten von Hainzels Anwesens in Augsburg-Göggingen auf einer Anhöhe und hatte einen Radius von etwa 6,4 Meter. Verschiedene Quellen sprechen von einer Gesamthöhe von 20 Meter, jedoch lassen sich in den Briefen und Beschreibungen von Tycho Brahe keine Angaben dazu finden, die tatsächliche Höhe dürfte bei etwa 10 Meter gelegen haben. Das quadratische Fußgestell war zur Stabilisierung in ein Bett von größeren Steinen eingegraben, so dass er auch einem Sturm standhalten konnte. Der Quadrant ragte so wahrscheinlich nicht mehr als 8–9 Meter aus der Erde. Zum Schutz vor Regen war er mit einer Lederplane bedeckt, die man mit Seilen über den oberen Teil ziehen konnte. Tycho erwähnte noch in seiner Beschreibung, dass man zur Anvisierung von tieferstehenden Sternen eine Leiter verwenden musste. Mit diesem Instrument konnte die Zenitdistanz und Position von Gestirnen genau vermessen werden. Die Genauigkeit des aus Messing gefertigten Viertelkreises betrug bis dahin nicht erreichte 10 Bogensekunden. 
Mit dem Quadranten konnte Hainzel 1572 die geographische Breite seines Standortes auf 48 Grad und 22 Bogenminuten bestimmen, ungefähr zwei Kilometer vom tatsächlichen Wert entfernt. Ebenso wurde damit die genaue Position der Supernova von 1572 gemessen und in Tycho Brahes Astronomiae Instauratae Progymnasmata publiziert.
Brahe hat mit dem Quadranten jedoch niemals selbst Messungen durchgeführt. Zum Zeitpunkt der Fertigstellung hatte er Augsburg bereits seit längerem verlassen. Der Quadrant wurde, trotz fester Verankerung, in einem starken Sturm im Dezember 1574 zerstört.
Der Quadrant wurde nach den Originalplänen von Tycho Brahe 2006 nachgebaut (im Maßstab 1:5) und in Göggingen im Römerturm, an dem vermutlich ursprünglichen Ort, als Teil einer Dauerausstellung der Öffentlichkeit zur Verfügung gestellt. Die dort gezeigte Skala mit Zickzacklinien wurde allerdings erst ein paar Jahre später von Christoph Rothmann und Tycho Brahe entwickelt und unter anderem beim Bau von Tychos Mauerquadrant eingesetzt.

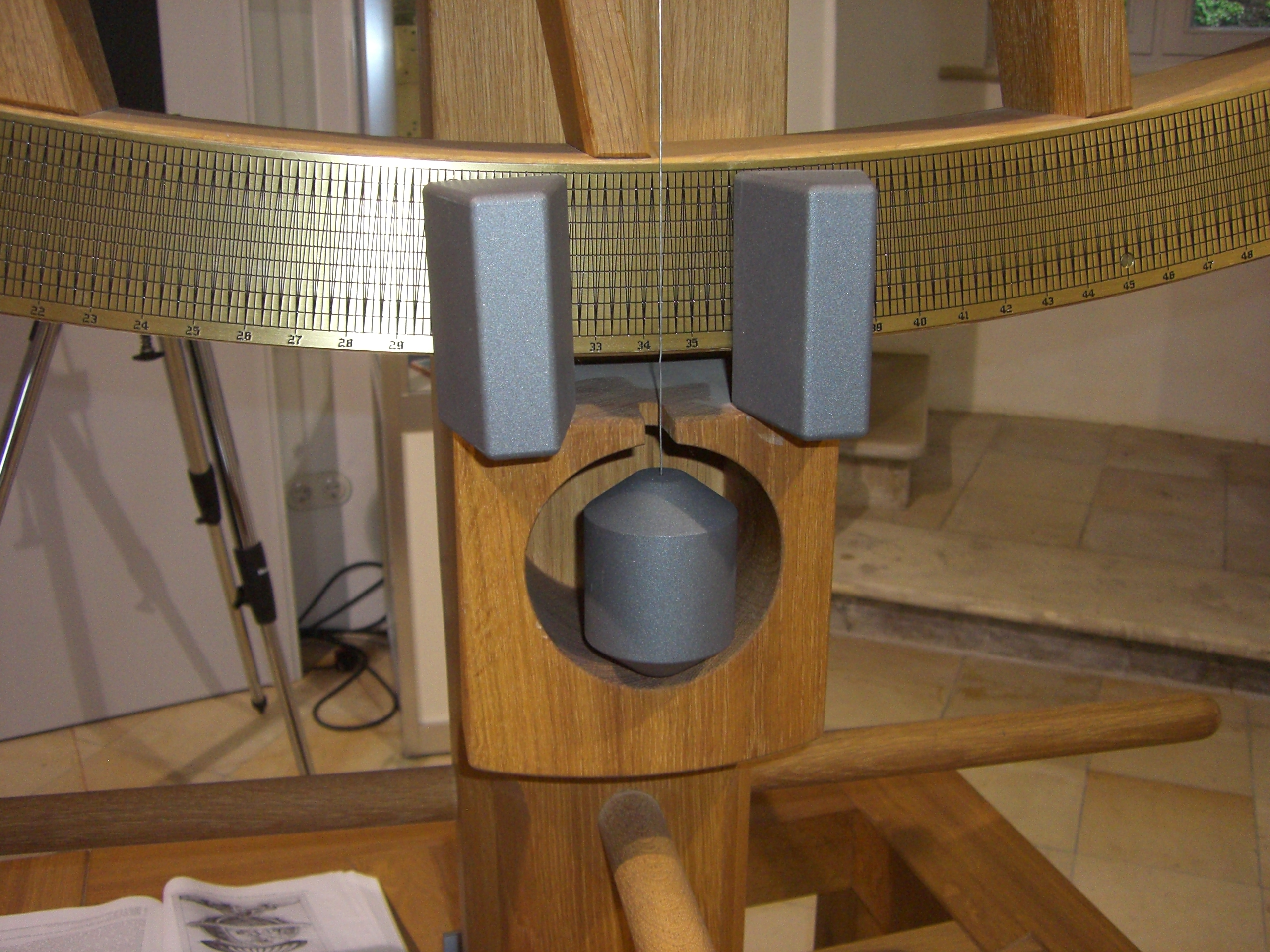
Messing-Skala am Nachbau des Augsburger Quadranten